# レッド・レコード
レッド・レコード（Red Records）は、1976年にセルジオ・ヴェスキとアルベルト・アルベルティによって設立されたイタリアのジャズ・レコード会社およびレーベル。C・M・ベイリーはそれをヨーロッパのブルーノートと呼んだ。
1980年代のカタログには、フランコ・ダンドレア、ジョヴァンニ・トンマーゾ、ジャンルイージ・トロヴェシ、マッシモ・ウルバーニなどのイタリアのジャズ・ミュージシャンが含まれていた。1980年代後半からは、ロバート・スチュワート、ジェリー・バーガンジィ、ジョー・ヘンダーソン、ビリー・ヒギンズ、ヴィクター・ルイス、スティーヴ・ネルソン、シダー・ウォルトン、ボビー・ワトソン、フィル・ウッズなどのアメリカ人が参加するようになった。